# Iván Sisman bolgár cár
Iván Sisman (1351 – 1395. június 3.) az utolsó bolgár cár 1371-től haláláig.

## Élete
Iván Sándor cár és egy Theodora nevű zsidó nő fiaként született. Már uralkodása első éveiben birodalma ténylegesen a törököktől függővé vált és a cár kénytelen volt nővérét, Thamart, I. Murád szultánnak feleségül adni. Néhány évig nagy nehezen sikerült fenntartania országa színleges függetlenségét, de a vesztes rigómezei csata (1389) után az új szultán, I. Bazajid megtámadta Bulgáriát, 1393-ban Tarnovo fővárost elfoglalta, majd a Duna menti Nikápoly ellen indult ahová a cár bezárkózott. A szultán Nikápoly elfoglalása után Iván Sismant megölette, a bolgár birodalmat pedig felszámolta.
A szerencsétlen cár fia, Sándor, hogy csak életét megmentse, áttért az iszlám vallásra és a szultántól Ázsiában hivatalt kapott.
Az eseményekről így tudósít a krónika:

## Lásd még
- Bolgár cárok családfája

| Előző uralkodó: Iván Sándor | Bulgária cárja 1371 – 1395 | Következő uralkodó: II. Konstantin |